# 40 Jahre Onkelz – Live im Waldstadion
40 Jahre Onkelz – Live im Waldstadion ist das 13. Live- und Videoalbum der deutschen Rockband Böhse Onkelz. Es wurde am 26. Januar 2024 über das bandeigene Label Matapaloz als CD, LP, Download, Blu-ray Disc und DVD veröffentlicht. Von der FSK ist das Album ab zwölf Jahren freigegeben.

## Inhalt
Das Album enthält einen Mitschnitt der Auftritte der Band am 22. und 23. Juli 2022 im Waldstadion in Frankfurt am Main vor jeweils rund 60.000 Fans. Dabei spielte sie insgesamt 29 Songs von nahezu allen ihrer bis dato veröffentlichten Studioalben. Aufgrund der Covid-19-Pandemie musste das ursprünglich für 2020 zum 40-jährigen Bandjubiläum geplante Konzert um zwei Jahre verschoben werden.

## Covergestaltung
Das Albumcover zeigt eine Person mit roten Haaren, die vor dem Waldstadion steht und dem Betrachter den Rücken zuwendet, wobei sie eine schwarze Kutte mit dem Schriftzug Onkelz 42 Jahre trägt. Im Hintergrund sind weitere Konzertbesucher mit Bandkleidung zu sehen. Oben im Bild befinden sich der weiße Schriftzug Böhse Onkelz sowie der Titel 40 Jahre Onkelz in Rot, während der rote Schriftzug Live im Waldstadion am unteren Bildrand steht.

## Titelliste
| CD/LP/Download | Blu-ray Disc/DVD |
| --- | --- |
| 1. Intro 2022 – 1:46 2. 10 Jahre – 2:57 3. So sind wir – 5:16 4. Der nette Mann – 3:55 5. Stunde des Siegers – 5:03 6. Gehasst, verdammt, vergöttert – 3:55 7. Ich bin in dir – 3:50 8. Kuchen und Bier – 5:08 9. Danket dem Herrn – 5:03 10. Finde die Wahrheit – 4:53 11. Nichts ist für die Ewigkeit – 6:51 12. Narben – 4:22 13. Schöne neue Welt – 6:27 14. Saufen ist wie weinen – 4:50 15. Hier sind die Onkelz – 5:07 16. Koma – 5:22 17. Terpentin – 5:09 18. Kirche – 5:50 19. Leere Worte – 5:19 20. Keine Amnestie für MTV – 3:29 21. Dunkler Ort – 4:44 22. Wie aus der Sage – 5:57 23. Ein Hoch auf die Toten – 4:24 24. Wir ham’ noch lange nicht genug – 5:18 25. Viva los Tioz – 5:13 26. Auf gute Freunde – 6:58 27. Mexico – 3:27 28. Danksagung – 1:37 29. Erinnerungen – 6:24 | 1. Intro 2022 2. 10 Jahre 3. So sind wir 4. Der nette Mann 5. Stunde des Siegers 6. Gehasst, verdammt, vergöttert 7. Ich bin in dir 8. Kuchen und Bier 9. Danket dem Herrn 10. Finde die Wahrheit 11. Nichts ist für die Ewigkeit 12. Narben 13. Schöne neue Welt 14. Saufen ist wie weinen 15. Hier sind die Onkelz 16. Koma 17. Terpentin 18. Kirche 19. Leere Worte 20. Keine Amnestie für MTV 21. Dunkler Ort 22. Wie aus der Sage 23. Ein Hoch auf die Toten 24. Wir ham’ noch lange nicht genug 25. Viva los Tioz 26. Auf gute Freunde 27. Mexico 28. Danksagung 29. Erinnerungen 30. Auf gute Freunde (Zugabe) 31. Terpentin (Zugabe) 32. Outro Bonus 1. Die Onkelz in Frankfurt |

## Chartplatzierungen
40 Jahre Onkelz – Live im Waldstadion stieg am 2. Februar 2024 auf Platz eins in die deutschen Albumcharts ein, womit dies der Band zum insgesamt zwölften Mal gelang. In den folgenden Wochen belegte es die Ränge drei und sieben und war 17 Wochen lang in den Top 100 platziert. In Österreich erreichte das Album Position vier und in der Schweiz Platz 53. In den deutschen Album-Jahrescharts 2024 belegte es Rang 25.
| ChartsChartplatzierungen | Höchstplatzierung | Wochen |
| ------------------------ | ----------------- | ------ |
| Deutschland (GfK)        | 1 (17 Wo.)        | 17     |
| Österreich (Ö3)          | 4 (4 Wo.)         | 4      |
| Schweiz (IFPI)           | 53 (1 Wo.)        | 1      |

| ChartsJahrescharts (2024) | Platzierung |
| ------------------------- | ----------- |
| Deutschland (GfK)         | 25          |